# Billy Bush
William Hall Bush, detto Billy (Los Angeles, 13 ottobre 1971), è un conduttore televisivo e conduttore radiofonico statunitense.

## Biografia
Figlio di Jonathan Bush (1931-2021), il quale era fratello dell'ex presidente degli Stati Uniti d'America George H. W. Bush, Billy Bush è noto in quanto conduttore di The Billy Bush Show, una trasmissione radiofonica trasmessa in tutti gli Stati Uniti dalla stazione radio Westwood One. Inoltre dal 2004, è il principale presentatore di Access Hollywood, un notiziario relativo alle celebrità ed all'intrattenimento prodotto dalla NBC Universal TV Networks Distribution.
Bush è anche ambasciatore di Operation Smile, un'associazione senza scopo di lucro, che si occupa di fornire assistenza medica ai bambini affetti da cheiloschisi in tutto il mondo.